# 白根仏壇
白根仏壇（しろねぶつだん）とは、新潟市南区を中心とする地域で製作される仏壇。伝統的工芸品産業の振興に関する法律に基づく経済産業大臣の指定を受けた工芸品である。

## 概要
木地、彫刻、金具、塗箔、蒔絵の5部門に分業化され、各部門専門の職人によって生産される。
由来は定かではないが、元禄年間に宮大工によって白根町に技術が伝えられたとされ、京風の様式で生産が行われた。その後は白根独自の技術と技法が生まれ、天明年間には分業化の生産体制が出来上がったとされる。江戸時代後期には越後国外にも知れ渡り、中ノ口川と新潟港を経た水運を活かして各地に送られていた。近代に入ると生産が増加し、染色（白根絞り）、鉄器と並ぶ白根町の重要な産業となっていた。
現在でも生産が行われているほか、白根市街では国道8号やその旧道（白根道路改良区間）を中心に大規模な仏壇店が立ち並んでいる。